# Кульгавчик
«Кульгавчик» (ісп. El Patizambo) — дитячий портрет 17 століття, який створив іспанський художник Хосе де Рібера (1591—1652), що працював в місті Неаполь.

## Опис
Талановитий Рібера не часто брався малювати портрети. Деякі не дуже йому і вдавалися. Зовсім інша справа, коли художник захоплювався моделлю. Так було з невідомим нам веселим хлопчиськом, який був кульгавим. Контраст між фізичною вадою і веселою вдачею так вразив художника, що він намалював хлопця. Майстер не пожалкував велике полотно, а подав кульгавчика так, як зазвичай подавали вельмож у парадних портретах: у повний зріст, на тлі яскравого пейзажу, привітно усміхненим. Але це щира посмішка дитини, котра радіє життю, а не люб'язна маска пройдисвіта, хабарника чи фаворита.
Портрет довго блукав по приватним збіркам. У Лувр його передасть колекціонер — лікар Ла Каз лише в 19 столітті. Життя підносить сюрпризи. До кульгавчика віднайшли парну картину «Карлик з собакою». Можливо, це якийсь ансамбль з двох картин, якщо правда, що замовником кульгавчика був тодішній віце-король.